# FC Tirsense
Der Futebol Clube Tirsense ist ein portugiesischer Fußballverein aus Santo Tirso.

## Geschichte
Der FC Tirsense wurde 1938 gegründet und spielte zeitweise ab den 1940er Jahren in der zweitklassigen Segunda Divisão. 1967 gelang erstmals der Sprung in die Primeira Divisão, die Spielzeit 1967/68 beendete der Liganeuling jedoch auf einem Abstiegsplatz. Nach dem erneuten Aufstieg 1970 hielt sich die Mannschaft zwei Spielzeiten, ehe sie als Schlusslicht gemeinsam mit Académica Coimbra erneut den Gang in die Zweitklassigkeit antreten musste. Zwischenzeitlich nur noch im regionalen Ligabetrieb aktiv, kehrte der Klub später wieder in den professionellen Ligabetrieb zurück und schaffte dabei 1989 die erneute Erstligarückkehr. Abermals hielt sich die Mannschaft zwei Spielzeiten, anschließend wechselte sie als Fahrstuhlmannschaft zwischen ersten und zweitem Liganiveau.
Dem Erstligaabstieg am Ende der Spielzeit 1995/96 – dem Tabellenschlusslicht fehlten drei Punkte auf den von GD Chaves belegten letzten Nicht-Abstiegsplatz – folgte aufgrund drei aufeinander folgenden Abstiegen der Absturz in die Viertklassigkeit und später in den regionalen Spielbetrieb. In den 2010er kehrte der Klub in die nun drittklassige Segunda Divisão sowie später in die Campeonato de Portugal zurück, pendelte aber zeitweise auch wieder in den darunter liegenden Distriktspielbetrieb.
Aktuell spielt man in der vierthöchsten Liga, der Campeonato de Portugal, und kämpft als Tabellenzweiter um den Zugang zur Aufstiegsrunde zur Liga 3 Portugal.